# اکسل اشپرینگر
اکسل اشپرینگر (آلمانی: Axel Cäsar Springer؛ ۲ مهٔ ۱۹۱۲ – ۲۲ سپتامبر ۱۹۸۵) یک ژورنالیست و ناشر اهل آلمان بود. او در سال ۱۹۴۶ به همراه پدرش شرکت رسانه‌ای اکسل اشپرینگر اس.ای را در شهر هامبورگ تاسیس کرد. از مهمترین زیرمجموعه‌های این شرکت رسانه‌ای، می‌توان به روزنامه‌های بیلد و دی ولت و وبگاه خبری بیزنس اینسایدر اشاره کرد. بر اساس آمار سال ۲۰۱۴ این شرکت ۱۶۳۰۰ کارمند دارد و ارزش تجاری سالیانه‌ی آن ۳٫۲ میلیارد دلار است.